# Bugatti Tipo 49
La Tipo 49 era un'autovettura d'alto rango prodotta tra il 1930 ed il 1934 dalla Casa francese Bugatti.

## Profilo e caratteristiche
La Tipo 49 nacque nel 1930 per sostituire la Tipo 44, della quale mantenne sostanzialmente il telaio a longheroni e traverse in acciaio e la sua misura di passo. Simili anche le sospensioni con avantreno a balestre semiellittiche e retrotreno a quarto d'ellisse. Anche l'impianto frenante riconfermò la soluzione dei quattro tamburi con comando a cavo. Il motore fu invece nuovo, sebbene non si trattasse d'altro che di una evoluzione del 3 litri ad 8 cilindri in linea montato sulla Tipo 44, del quale venne aumentato l'alesaggio da 69 a 72 mm, per una cilindrata complessiva di 3257 cm3. Un'altra novità, sempre relativa al motore, stava nell'accensione ottenuta mediante doppia candela per ogni cilindro. Questo motore fu l'ultimo, nella produzione Bugatti, ad avere la distribuzione di tipo monoalbero in testa e la testata a tre valvole per cilindro. Così aggiornato il motore arrivava ad erogare una potenza massima di 90 CV, anche se le prestazioni rimasero all'incirca immutate rispetto a quelle della Tipo 44.
Stilisticamente, la Tipo 49 proponeva già alcune varianti di carrozzeria realizzate dalla casa di Molsheim, anche se la sua struttura a telaio separato permetteva eventualmente al proprietario di far carrozzare la vettura anche presso carrozzieri esterni. Le carrozzerie realizzate alla Bugatti per la Tipo 49 erano disegnate tutte da Jean Bugatti, aspetto visibile nell'andamento sinuoso ed avvolgente dei parafanghi, specie quelli anteriori, il cui andamento a curva discendente verso il centro del corpo vettura era così graduale da andare a ridurre lo spazio in orizzontale riservato al predellino, prima di risalire a dar forma al parafango posteriore. La trazione era ovviamente sulle ruote posteriori e veniva realizzata tramite un cambio manuale a 4 marce e una frizione multidisco a secco, anche se i primissimi esemplari erano equipaggiati con una frizione multidisco a bagno d'olio.
La produzione della Tipo 49 cessò nel 1934 per essere sostituita dalla esclusiva Tipo 57.